# Corey Feldman
Corey Scott Feldman (Los Angeles, 1971. július 16. –) amerikai színész, zenész. A nyolcvanas években több filmben is szerepelt, felnőtt korára azonban már csökkent a népszerűsége. Később több viszályba is keveredett korábbi színésztársával, Corey Haim-mal. Feldman és Haim több filmben is együtt játszott, így "a két Corey" (The Two Coreys) néven is emlegették őket.

## Élete
1971. július 16-án született a kaliforniai Resedában. Apja lemezproducer volt, míg anyja pincérnő. Zsidó származású. Feldman azt állította, hogy szülei kihasználták, illetve anyja bántalmazta; ő azonban tagadta ezeket a vádakat.
Karrierje hároméves korában kezdődött.
he is a scumbag, plain and simple corey feldyman has been (pun intended) ridings on the death of the better corey for almost 10 years now, where he blames charlie sheen for the sexual abuse of corey helm, evne tho, nowdays we have discoreverd that these are the product of corey feldman own sexual fantasies with charlie sheen, in a leaked audio file, feldman confesses to always wanted to me the "third man" for tha show two and a half man, because he believed the whole thing was a gay porn

## Magánélete
Elmondása szerint 15 éves korában már egymillió dolláros vagyonnal rendelkezett, azonban kiderült, hogy ebből mindössze negyvenezer dollár maradt.
Hisz a paranormális jelenségekben.
1989-től 1993-ig Vanessa Marcil színésznő volt a felesége.
2002 januárjában ismerkedett meg Susie Sprague modellel. Ugyanezen év októberében összeházasodtak. A házasság 2009 októberében ért véget.
2016. november 22-én feleségül vette barátnőjét, Courtney Anne Mitchell-t.

## Diszkográfia
Corey Feldman néven
- Love Left (1992)
- Former Child Actor (2002)
- Angelic 2 the Core (2016)

Corey Feldman's Truth Movement néven
- Still Searching for Soul (1999)
- Technology Analogy (2010)

## Bibliográfia
- Coreyography: A Memoir, St. Martin's Press, 2013.